# Mount Pleasant, Utah
Mount Pleasant är en ort i Sanpete County i delstaten Utah, USA.